# 土耳其排球联合会
土耳其排球联合会（土耳其語：Türkiye Voleybol Federasyonu）是1958年成立的管理土耳其排球赛事的组织机构，位于首府安卡拉。它是国际排球联合会（FIVB）和欧洲排球联合会（CEV）的组织成员国。联合会现任主席Mehmet Akif Ustundag于2016年11月21日上任。

## 排球赛事

### 俱乐部赛事
国内赛事
- 土超：土耳其男排联赛与土耳其女排联赛
- 土耳其杯：土耳其男排杯与土耳其女排杯
- 超级杯：土耳其男排超级杯与土耳其女排超级杯

国际赛事
- CEV聯賽冠軍盃：男排欧冠杯与女排欧冠杯

### 国家队
- 土耳其国家男子排球队
- 土耳其国家女子排球队